# Aspartat-Glutamat-Carrier
Der mitochondriale Aspartat-Glutamat-Carrier (AGC) (auch mitochondrialer calciumabhängiger Aspartat-Glutamat-Antiport-Carrier) ist dasjenige Protein, das den Austausch von Aspartat und Glutamat durch die innere Zellmembran von Mitochondrien ermöglicht. Es ist eines von zwei Transportproteinen im Malat-Aspartat-Shuttle und damit unentbehrlich für den Energiestoffwechsel in Eukaryoten. Im Menschen sind zwei Isoformen, Aralar und Citrin (Gene SLC25A12 und SLC25A13) bekannt. Aralar ist in Muskeln und Gehirn, und Citrin in der Leber lokalisiert. Aralar ist in die Synthese von Aspartat und N-Acetylaspartat sowie die Signaltransduktion mittels Calcium in die Mitochondrien involviert. Citrin ist zusätzlich Teil des Harnstoffzyklus. Mutationen am SLC25A12-Gen sind mit Fällen von Autismus korreliert; Mutationen am SLC25A13-Gen können Citrinmangel und damit neonatale intrahepatische Cholestase oder die seltene Zitrullinämie verursachen.

## Transportgleichung
Der katalysierte Membrantransport ist:
Aspartat (außen) + Glutamat + H+ (innen) ⇔

⇔ Glutamat + H+ (außen) + Aspartat (innen)
Da netto eine positive Ladung transportiert wird, handelt sich um einen nicht-elektroneutralen Antiport.